# Бардо (Нижньосілезьке воєводство)
Бардо (пол. Bardo, нім. Wartha) — місто в південно-західній Польщі, на річці Ниса-Клодзька.
Належить до Зомбковицького повіту Нижньосілезького воєводства.

## Демографія
Демографічна структура станом на 31 березня 2011 року:
|          | Загалом | Допрацездатний вік | Працездатний вік | Постпрацездатний вік |
| -------- | ------- | ------------------ | ---------------- | -------------------- |
| Чоловіки | 1322    | 210                | 983              | 129                  |
| Жінки    | 1472    | 229                | 873              | 370                  |
| Разом    | 2794    | 439                | 1856             | 499                  |